# Sarah Stevenson
Sarah Stevenson   (Doncaster, 30 de març de 1983) és una taekwondista anglesa, ja retirada, guanyadora d'una medalla olímpica.

## Carrera esportiva
Va iniciar la pràctica del taekwondo als set anys. Va participar, als 17 anys, als Jocs Olímpics d'Estiu de 2000 realitzats a Sydney (Austràlia), on finalitzà en quarta posició de la categoria de pes mitjà, aconseguint així un diploma olímpic. En els Jocs Olímpics d'Estiu de 2004 realitzats a Atenes (Grècia) fou eliminada en la ronda preliminar de la categoria de pes pesant. En els Jocs Olímpics d'Estiu de 2008 realitzats a Pequín (República Popular de la Xina) aconseguí guanyar la medalla de bronze en la prova femenina de pes pesant, esdevenint la primera esportista del seu país en aconseguir aquest fet.
En els Jocs Olímpics d'Estiu de 2012 celebrats a Londres (Regne Unit) fou l'encarregada de realitzar el jurament olímpic per part dels atletes en la cerimònia d'obertura i posteriorment participà en la prova femenina de pes mitjà de taekwondo, on fou eliminada en la ronda preliminar.
Al llarg de la seva carrera ha aconseguit tres medalles al Campionat del Món de taekwondo, entre elles dues medalles d'or, i sis medalles al Campionat d'Europa de l'especialitat.
El 2012 fou nomenda membre de l'Ordre de l'Imperi Britànic pels serveis a les arts marcials.